# Afrikaantje
Afrikaantje (Tagetes) is een geslacht van eenjarige en meerjarige planten uit de composietenfamilie (Compositae of Asteraceae). Er zijn vele tientallen soorten die van nature voorkomen in de warmere streken van Midden-Amerika en vooral in Mexico. De naam "afrikaantje" slaat dus niet op het gebied van herkomst.
Afrikaantjes worden vaak gebruikt als sierplant in tuinen. Er zijn vele hybriden. De planten zijn bij veel dieren niet geliefd vanwege smaak en geur. Ze worden daarom aangeplant om gewassen in de nabijheid te beschermen tegen vraat. 

## Verspreiding
De Spanjaarden voerden de planten in vanuit Mexico. Aan het einde van de zestiende eeuw werden Tagetes patula en Tagetes erecta meegenomen naar Europa. Inmiddels groeien Tagetes-soorten in het wild in Afrika, Europa, Azië en Noord-Amerika. Kakiebos of geelgroen afrikaantje (Tagetes minuta') is in Zuid-Afrika een sinds eind negentiende eeuw ingeburgerde invasieve exoot, afkomstig uit Argentinië. De plant wordt er gebruikt in de geur- en smaakmiddelenindustrie.

## Kweek
Afrikaantjes hebben matig voedselrijke grond nodig en veel zon. Op een plek in de halfschaduw kunnen de planten ook goed gedijen. Vochtige en goed doorlatende grond is optimaal voor de ontwikkeling. Het uitplanten dient te gebeuren in het vroege voorjaar.
De plant doodt wortellesieaaltjes (Pratylenchus-soorten) en houdt insecten uit de buurt, wat haar in de volksmond ook de bijnaam "stinkertje" heeft opgeleverd.

## Soorten
Een selectie van soorten:
- Tagetes tenuifolia: tot 50 cm hoog, slanke stengels, fijn verdeelde bladeren, gele, rode of oranje bloemen van juli tot september.
- Tagetes tenuifolia 'Pumila': compacte cultivar van bovenstaande soort
- Tagetes erecta (ook bekend als 'groot Afrikaantje'): tot 80 cm hoog, diep ingesneden bladeren die erg geurig zijn, oranje bloemen die bloeien tot in de herfst
- Tagetes patula: tot 50 cm hoog, diep ingesneden bladeren, bruinrode bloemen van juli tot laat in de herfst. Er zijn cultivars met diverse andere kleuren.

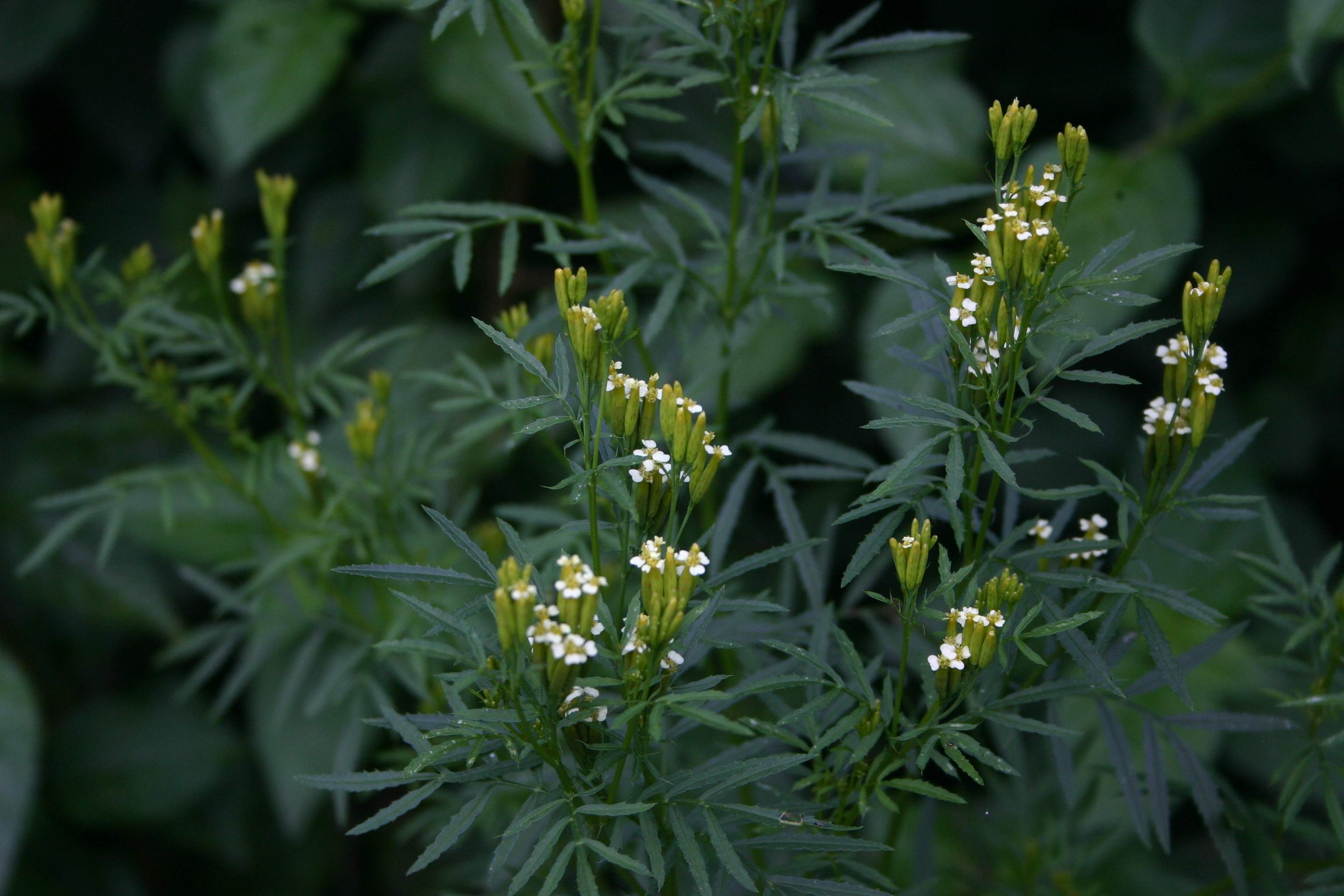
Tagetes minuta
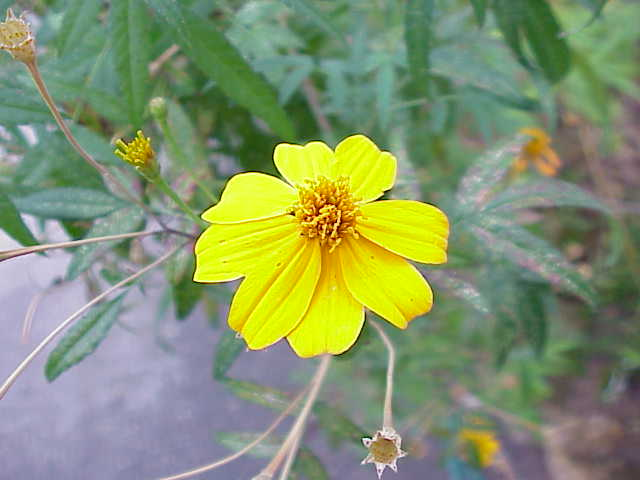
Tagetes lemmoni
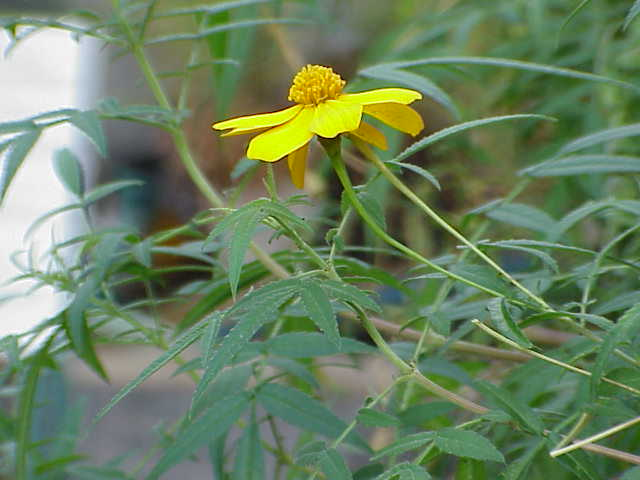
Tagetes lemmoni
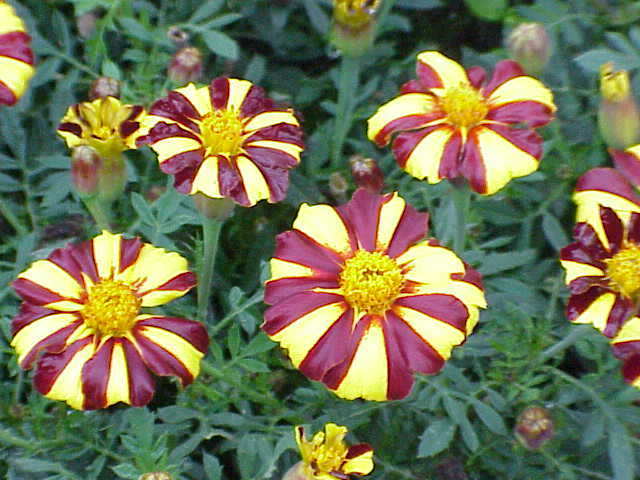
Tagetes patula
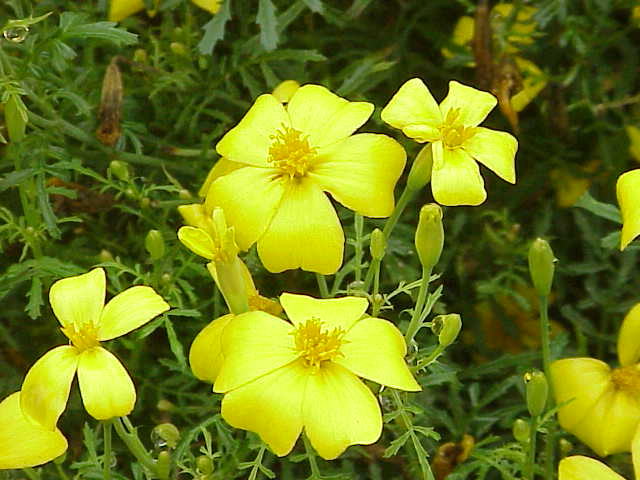
Tagetes tenuifolia
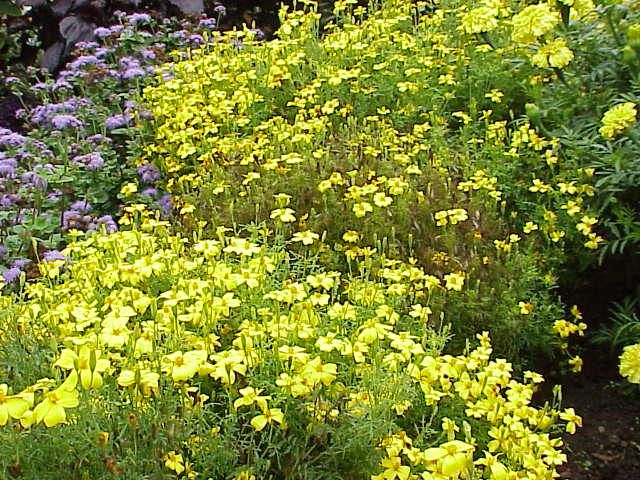
Tagetes tenuifolia
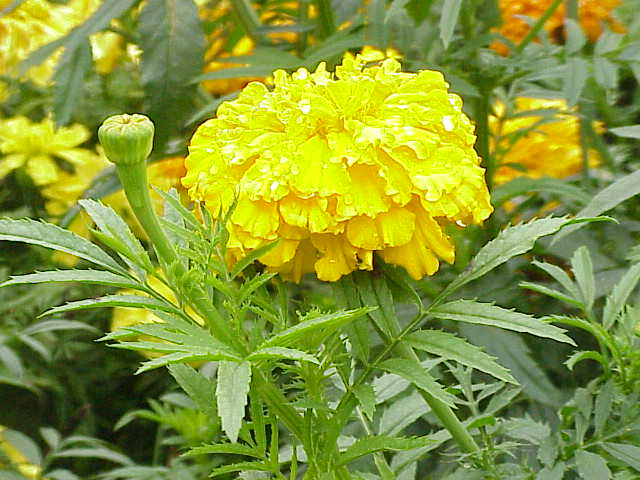
Tagetes ×erecta
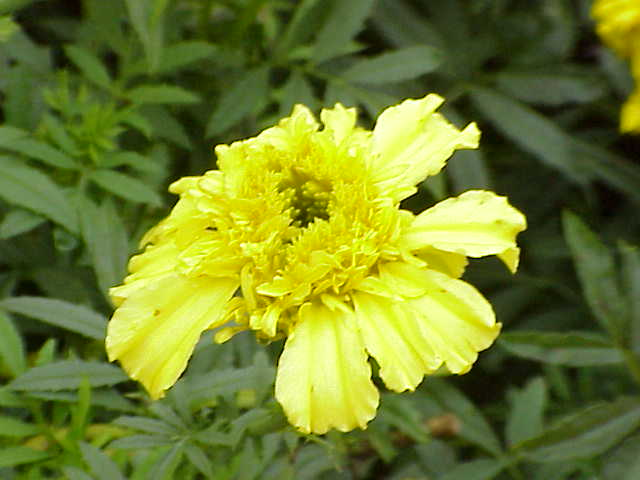
Tagetes ×erecta
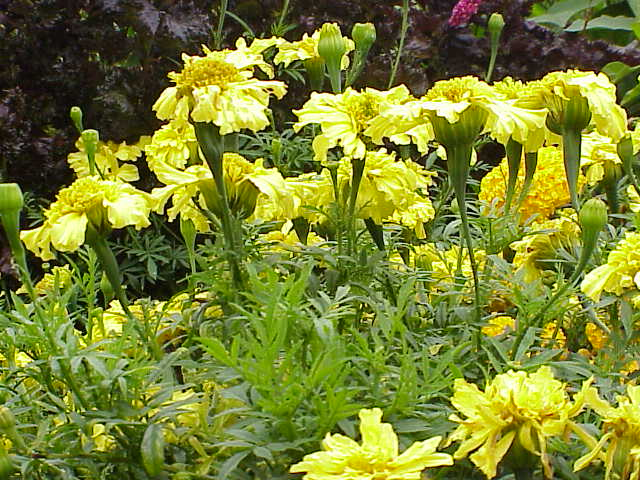
Tagetes ×erecta
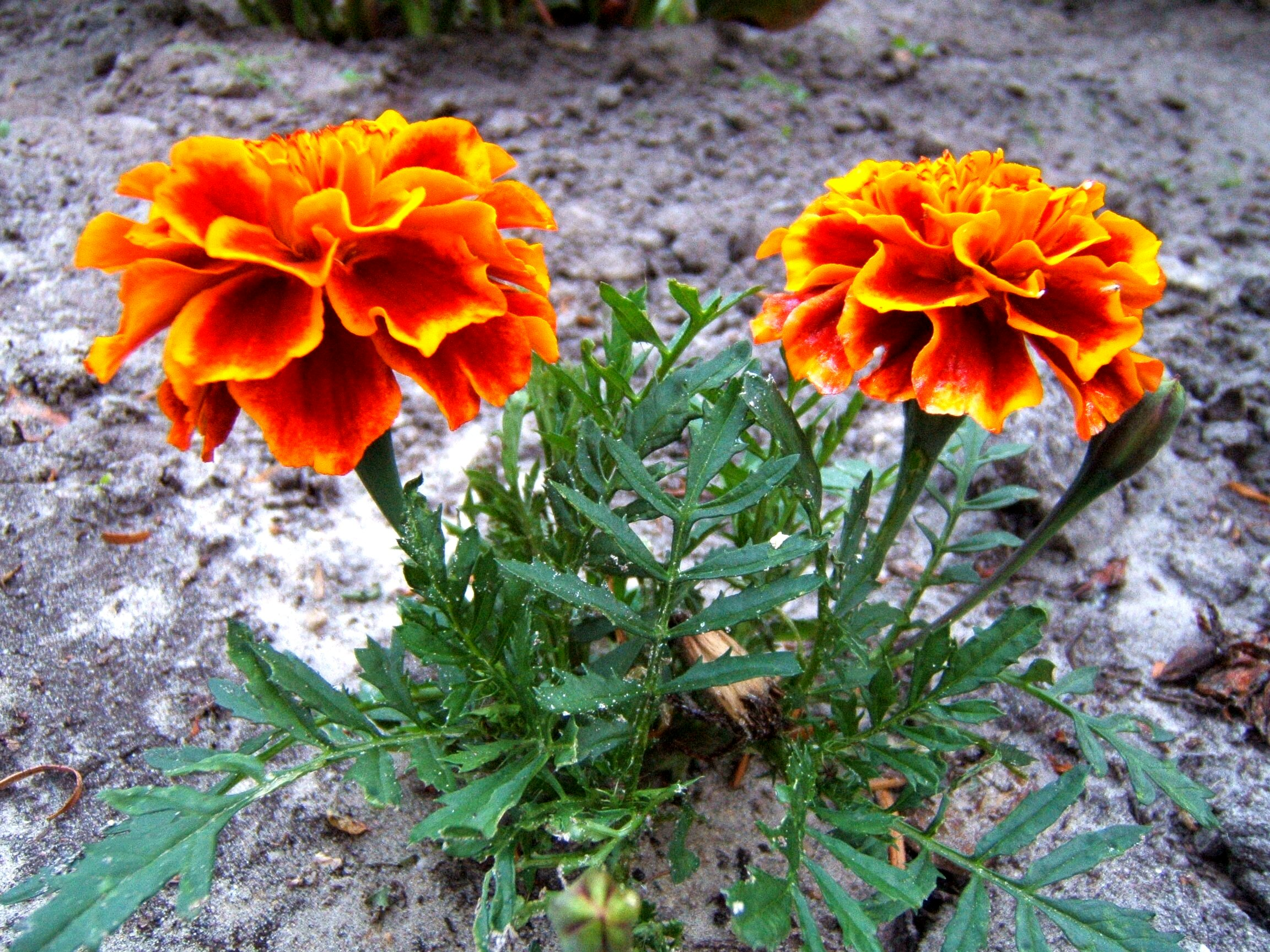
Tagetes picador